# حسن مست
حسن مست یک روستا در ایران است که در دهستان حومه (مانه و سملقان) واقع شده‌است. حسن مست ۱۱۰ نفر جمعیت دارد.